# Distretto di M'Chouneche
Il distretto di M'Chouneche è un distretto della provincia di Biskra, in Algeria, con capoluogo M'Chouneche.